# Céreste
Céreste – miejscowość i gmina we Francji, w regionie Prowansja-Alpy-Lazurowe Wybrzeże, w departamencie Alpy Górnej Prowansji.

## Demografia
Według danych na rok 1990 gminę zamieszkiwało 950 osób, a gęstość zaludnienia wynosiła 29 osób/km². W styczniu 2015 r. Céreste zamieszkiwało 1256 osób, przy gęstości zaludnienia wynoszącej 38,3 osób/km².